# UACJ金属加工
株式会社UACJ金属加工（ユーエーシージェーきんぞくかこう、英文社名:UACJ Metal Components Corporation）は、東京都千代田区に本社を置く、アルミ製品の加工を中心とするメーカーである。UACJの完全子会社。
現在の法人（2代）は、いずれも旧・住友軽金属工業の完全子会社であった岩井金属工業株式会社と株式会社日本アルミを前身とする株式会社ナルコ岩井が、古河スカイテクノ株式会社を前身とする株式会社ニッケイ加工などを吸収合併したものである。
2014年7月から2016年3月までは、UACJから分割された、加工品事業を統括する会社が同名を名乗っていた。

## 主力製品・事業
- 産業機器
- 輸送機器部品
- 医薬・食品関連設備
- 冷熱製品
- 建材・施設製品
- 工芸施設・寺社用品

## 主要事業所
- 東京本社 - 東京都千代田区大手町1-7-2
- 大阪支店 - 大阪市淀川区新北野1-8-17
- 北海道支店 - 札幌市中央区北3条西1-1-10
- 中部支店 - 名古屋市中区金山1-13-3
- 九州支店 - 福岡市博多区住吉3-1-80
- 仙台工場 - 宮城県柴田郡柴田町上名生明神堂11-1
- 深谷工場 - 埼玉県深谷市上野台1351
- 成田工場 - 千葉県成田市新泉11-2
- 恵那工場 - 岐阜県恵那市長島町久須見18-1
- 滋賀工場 - 滋賀県湖南市小砂町1
- 大阪工場 - 大阪市淀川区田川3-8-39
- 広島工場 - 広島県安芸高田市高宮町佐々部1368-1

## 沿革

### UACJ金属加工（初代）
- 2014年7月1日 - 加工品事業統括会社として、株式会社UACJの新設分割により株式会社UACJ金属加工（初代）を設立[1]。
- 2016年4月1日 - 株式会社UACJに吸収合併[2]。

### UACJ金属加工（2代）
- 2016年4月1日 - 株式会社ナルコ岩井が株式会社ニッケイ加工（2代）及び株式会社ナルコ恵那（ナルコ岩井の子会社）を吸収合併して、株式会社UACJ金属加工（2代）に商号変更。IWAI METAL (AMERICA) CO., LTD.がPenn TecQ Inc.を吸収合併してUACJ Metal Components North America Inc.に商号変更[2]。

#### 岩井金属工業
- 1890年 - 創業。
- 1944年 - 東都航空精機株式会社設立。
- 1947年 - 株式会社岩井製作所に商号変更。
- 1954年 - 岩井金属工業株式会社に商号変更。
- 1972年 - 住友軽金属工業の傘下入り。

#### 日本アルミ
- 1901年10月 - 創業。
- 1928年9月 - 株式会社日本アルミニューム製造所設立。
- 1946年5月 - 日本アルミニウム工業株式会社に商号変更。
- 1949年5月 - 大阪証券取引所(現・東京証券取引所)に上場。
- 1991年10月 - 株式会社日本アルミに商号変更。
- 2009年7月 - 住友軽金属工業の完全子会社となり、大阪証券取引所2部(現・東京証券取引所スタンダード)上場廃止。
- 2009年10月 - （新）「株式会社日本アルミ」「株式会社日本アルミ滋賀製造所」「株式会社日本アルミ安城製作所」の3社を新設分割により設立。住軽エンジニアリング株式会社（現・株式会社ナルコ郡山）を傘下とする。旧株式会社日本アルミは2009年度内に清算。
- 2010年3月 - 株式会社日本アルミ安城製作所の全株式を株式会社住軽テクノ（現・株式会社UACJ押出加工）に譲渡。

#### ナルコ岩井
- 2012年7月1日 - 岩井金属工業株式会社が（新）株式会社日本アルミを吸収合併し、株式会社ナルコ岩井に商号変更[3]。
- 2012年7月2日 - 株式会社日本アルミ滋賀製造所を吸収合併。
- 2013年10月1日 - 親会社の住友軽金属工業が古河スカイに吸収合併され、UACJとなる。

#### 古河スカイテクノ→UACJコンポーネンツ深谷→ニッケイ加工（2代）
- 1990年3月16日 - 会社設立。
- 2006年1月1日 - 古河スカイテクノ株式会社がスカイアルミプロダクツ株式会社を吸収合併。
- 2013年10月1日 - 古河スカイが加工品事業を会社分割により古河スカイテクノ株式会社に承継。同時に古河スカイテクノ株式会社は、株式会社UACJコンポーネンツ深谷へ商号変更[4]。
- 2014年7月1日 - 株式会社UACJコンポーネンツ深谷が株式会社ニッケイ加工（初代）を吸収合併し、株式会社ニッケイ加工（2代）に商号変更[5]。

#### ニッケイ加工（初代）
- 1937年 - 日本軽金属化工機株式会社を設立。
- 2001年12月 - 東北古河軽金属加工株式会社と合併し、株式会社ニッケイ加工（初代）となる。

## 関連会社
- 株式会社ナルコ郡山
- NALCO (THAILAND) CO., LTD.
- P.T.YAN JIN (INDONESIA)
- UACJ Metal Components North America Inc.
  - IWAI METAL (MEXICO) S.A.DE C.V.
  - Iwai Metal Central Mexico, S.A. de C.V.
- 日鋁全綜（無錫）鋁材加工有限公司